# Trofeo Franco Balestra 2007
Il Trofeo Franco Balestra 2007, trentunesima edizione della corsa e valida come evento dell'UCI Europe Tour 2007 categoria 1.2, si svolse l'11 marzo 2007 su un percorso totale di circa 171 km. Fu vinto dall'italiano Simone Ponzi che terminò la gara in 4h10'20", alla media di 40,98 km/h.
Alla partenza 178 ciclisti presero il via.

## Ordine d'arrivo (Top 10)
| Pos. | Corridore          | Squadra      | Tempo    |
| ---- | ------------------ | ------------ | -------- |
| 1    | Simone Ponzi       | Zalf-Désirée | 4h10'20" |
| 2    | Francesco Ginanni  | Finauto-Neri | s.t.     |
| 3    | Cristopher Bosio   | Pagnoncelli  | s.t.     |
| 4    | Enrico Peruffo     | Filmop       | s.t.     |
| 5    | Giuseppe De Maria  | Podenzano    | s.t.     |
| 6    | Matteo Montaguti   | Gavardo      | s.t.     |
| 7    | Mirko Selvaggi     | Mastromarco  | s.t.     |
| 8    | Alessandro Bisolti | Palazzago    | s.t.     |
| 9    | Matthias Blumer    | Hadimec      | s.t.     |
| 10   | Enrico Zen         | Filmop       | s.t.     |